# Rutuli
Rutuli, su kavkaski narod, koji pretežno živi u Rusiji (Dagestan) i Azerbajdžanu. Tradicionalno ratari i uzgajivači stoke. Od davnina, Rutuli su poznati po oružarskim radionicama. Po religiji su muslimani-suniti. Jezik im pripada nahsko-dagestanskoj porodici, a piše se na prilagođenoj ćirilici. 
Rutuli postoji žive u 36 sela. (24 u Dagestanu, a 12 u Azerbajdžanu). 
Rutulska sela:
- U Dagestanu: Amsar, Aran, Borg, Borch nova, Vurush, Dzhilihur, Ihrek, Kala Keen, quiche, Kufe, Luchek, Myuhrek, naci, pilule, Roso, Rutul, Une, Fartma, Fuchoh, Hnov, Hnyuh, Tsudik, Shinaz.
- Azerbajdžan: Ak-Bulakh, bori Gaynar, Gёybulak, Dashyuz, Inge, Kiš, Kyudyurlyu, hirs, Shin, Shorsu.

Drevna rutulska sela: Luchek, Une, Borch, Hnov, Shinaz, Ihrek.
Obitelj kod Rutula tradicionalno je proširena (25-30 članova), a stariji muškarac, otac ili najstariji brat glava je obitelji. Organizirani su po tukkhumima od kojih svaki ima svoje pašnjake i polja za obrađivanje. Tukkhum je endogaman, a ženidba van njega je rijetka.

## Vanjske poveznice
- rutulia.com — Rutul sitio web nacional